# Política do Irão
A política do Irão (português europeu) ou Irã (português brasileiro) baseia-se na Constituição de 1979, que fez do país uma república teocrática islâmica na qual os vários poderes são supervisionados por um corpo de clérigos.

## Líder Supremo
O  Líder Supremo ou Guia Supremo é o chefe de Estado do Irã. É eleito pela Assembleia dos Peritos para um mandato vitalício, em função dos seus conhecimento de teologia islâmica; aquele órgão pode também destituí-lo. O cargo é ocupado pelo Aiatolá Ali Khamenei desde junho de 1989, quando sucedeu Ruhollah Khomeini.
O Guia Supremo determina a direção geral da política iraniana, ouvido o Conselho de Discernimento, e atua como árbitro entre os poderes executivo, legislativo e judiciário. Também é o comandante supremo das forças armadas, competindo-lhe declarar a guerra e celebrar a paz, bem como nomear e demitir os comandantes de cada uma das forças armadas. Suas prerrogativas incluem também o poder de nomear a principal autoridade do poder judiciário, que, por sua vez, designa o procurador-geral e o presidente da Corte Suprema, o diretor de rádio-televisão e seis dos doze membros do Conselho dos Guardiães. O Guia Supremo pode  ainda demitir o Presidente, caso o considere incompetente.

## Poder executivo
O poder executivo do Estado iraniano é exercido pelo Presidente, que deve ser um xiita iraniano, eleito por sufrágio universal para um mandato de quatro anos. Os candidatos ao cargo devem ser previamente aprovados pelo Conselho dos Guardiães.
Segundo a constituição do Irã, o Presidente é a mais alta autoridade do país após o Guardião Supremo. É responsável pelo cumprimento da Constituição, nomeia e supervisiona o Conselho de Ministros, coordena as decisões de governo e submete as  políticas governamentais à apreciação do Parlamento. É assessorado por oito Vice-Presidentes e 21 Ministros, todos aprovados pelo legislativo. O Presidente não controla as forças armadas, prerrogativa exclusiva do Guia Supremo. Embora possa nomear os Ministros da Informação e da Defesa, o Presidente costuma consultar o Guia Supremo antes de submeter seus nomes à apreciação do legislativo para o voto de confiança.
O atual ocupante do cargo é Masoud Pezeshkian, desde julho de 2024.
Uma reforma constitucional de 1989 aboliu o cargo de primeiro-ministro e transferiu suas suas atribuições para o Presidente - até então uma figura meramente simbólica do Estado iraniano.

## Poder legislativo
O poder legislativo é exercido por um órgão unicameral (o Majlis-e-Shura-ye-Eslami, "Assembléia Consultiva Islâmica") composto por 290 membros eleitos por sufrágio universal para um período de quatro anos. Cinco assentos são reservados para as minorias religiosas reconhecidas pelo regime: zoroastrianos, judeus e cristãos (sendo duas cadeiras reservadas para armênios e uma para assírios).
O Majlis aprova as leis, os tratados internacionais e o orçamento. Detém, também, a prerrogativa de aprovar e demitir o governo, inclusive o Presidente. Caso 1/3 do Majlis retire sua confiança no Presidente, este tem um mês para apresentar explicações ao legislativo; caso 2/3 dos parlamentares retirem sua confiança, o Guia Supremo é informado para que tome a decisão de destituir o Presidente, se for o caso.
O legislativo é, na prática, supervisionado pelo Conselho dos Guardiães da Constituição, que aprova as candidaturas a deputado e até mesmo as leis votadas pelo Majlis. Outro órgão, o Conselho de Discernimento, pode avocar os poderes legislativos em circunstâncias excepcionais.

## Poder judiciário
O Guia Supremo nomeia o chefe do poder judiciário o qual, por sua vez, indica o presidente da Corte Suprema e o procurador-geral. Há diversos tipos de juízos - desde os que julgam casos cíveis e criminais comuns até as "cortes revolucionárias", que apreciam crimes contra a segurança nacional e cujas decisões são inapeláveis.

## Conselho dos Guardiães
O Conselho dos Guardiães da Constituição é um órgão de controle constitucional composto por doze juristas, sendo seis clérigos especialistas em direito religioso - nomeados pelo Guia Supremo - e seis juristas, nomeados pelo chefe do poder judiciário e aprovados pelo legislativo. O Conselho interpreta a constituição, pronuncia-se sobre a constitucionalidade (e a  compatibilidade com a Charia) das leis votadas pelo legislativo e aprova - com base na ideologia - os candidatos a Presidente, a deputado e a membro da Assembleia dos Peritos.

## Assembleia dos Peritos
A função principal da Assembleia dos Peritos é eleger e, se necessário, destituir o Guia Supremo. É composta por 86 clérigos "virtuosos e sábios," eleitos por sufrágio universal,  para mandatos de oito anos. Apesar de suas prerrogativas constitucionais, o órgão não costuma desafiar as decisões do Guia Supremo. Assembleia dos Peritos foi originalmente formada para redigir a constituição de 1979.

## Conselho de Discernimento
O Conselho de Discernimento do Interesse Superior do Regime é um órgão de arbitramento entre o Majlis e o Conselho dos Guardiães. Assim, uma lei aprovada pelo Majlis mas rejeitada pelo Conselho dos Guardiães, no exercício de suas funções de controle de constitucionalidade, é submetida ao Conselho de Discernimento.
O órgão, criado em 1988, por decreto de Khomeini, compõe-se de 22 membros nomeados pelo Guia Supremo, incluindo os seis religiosos do Conselho dos Guardiães, e os chefes dos poderes legislativo, judiciário e executivo (o Presidente), bem como o Ministro cuja pasta trata do assunto a ser discutido, e mais uma dúzia de outras personalidades.
Desde 1998, o Conselho é presidido por Ali Akbar Hashemi Rafsanjani.